# Wstawki
Wstawki, parafizy, parafyzy (łac. paraphysae) – płonne komórki znajdujące się między zarodniami lub rodniami, np. w obrębie kupek zarodni paproci, między rodniami mchów, czy między workami w hymenium workowców. Płonne włosy, zwane wstawkami, występują także między plemniami i lęgniami wewnątrz konceptakli u makroglonów. U niektórych gatunków (np. Fucus platycarpus) wstawki wyrastają ponad zagłębienie konceptaklum, tworząc pęczek włosków. Włosowate wstawki znajdujące się między organami generatywnymi u mchów często zakończone kulistymi komórkami.

## Wstawki u grzybów
U grzybów mają często nitkowaty kształt i są lekko poszerzone na szczycie. Mogą być trwałe, lub rozpadające się i zanikające. Według części autorów parafizy występują też u podstawczaków w pyknidiach.
U grzybów wstawki są jednym z elementów hamatecjum. Zazwyczaj są rozgałęzione, wielokomórkowe i pojedynczo rozmieszczone między workami. Czasami jednak w wierzchołkowej części owocnika łączą się, tworząc warstwę okrywającą worki (epitecjum). Wstawki biorą udział w uwalnianiu zarodników z owocnika, pod wpływem wody bowiem pęcznieją i wypychają worki z zarodnikami na zewnątrz owocnika. Morfologia parafiz odgrywa dużą rolę przy identyfikacji wielu gatunków grzybów.
Wyróżnia się dwa typu parafiz:
- rosnące od dna worka w górę,
- rosnące od ujścia worka w dół (parafizy wierzchołkowe)[7].

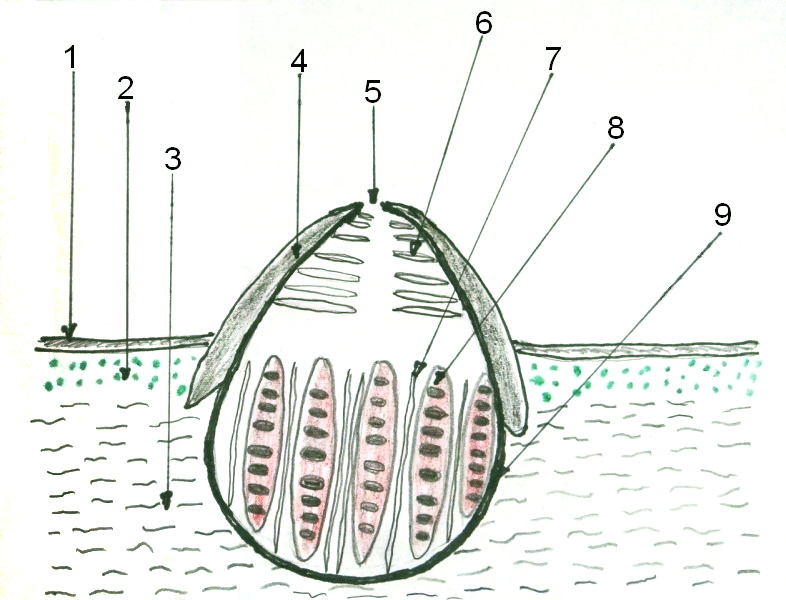
Schemat budowy perytecjum u porostów. 1 – kora górna, 2 – warstwa glonów, 3 – rdzeń, 4 – inwolukrelum, 5 – ostiola, 6 – peryfizy, 7 – parafizy, 8 – worki z zarodnikami, 9 – ekscypulum
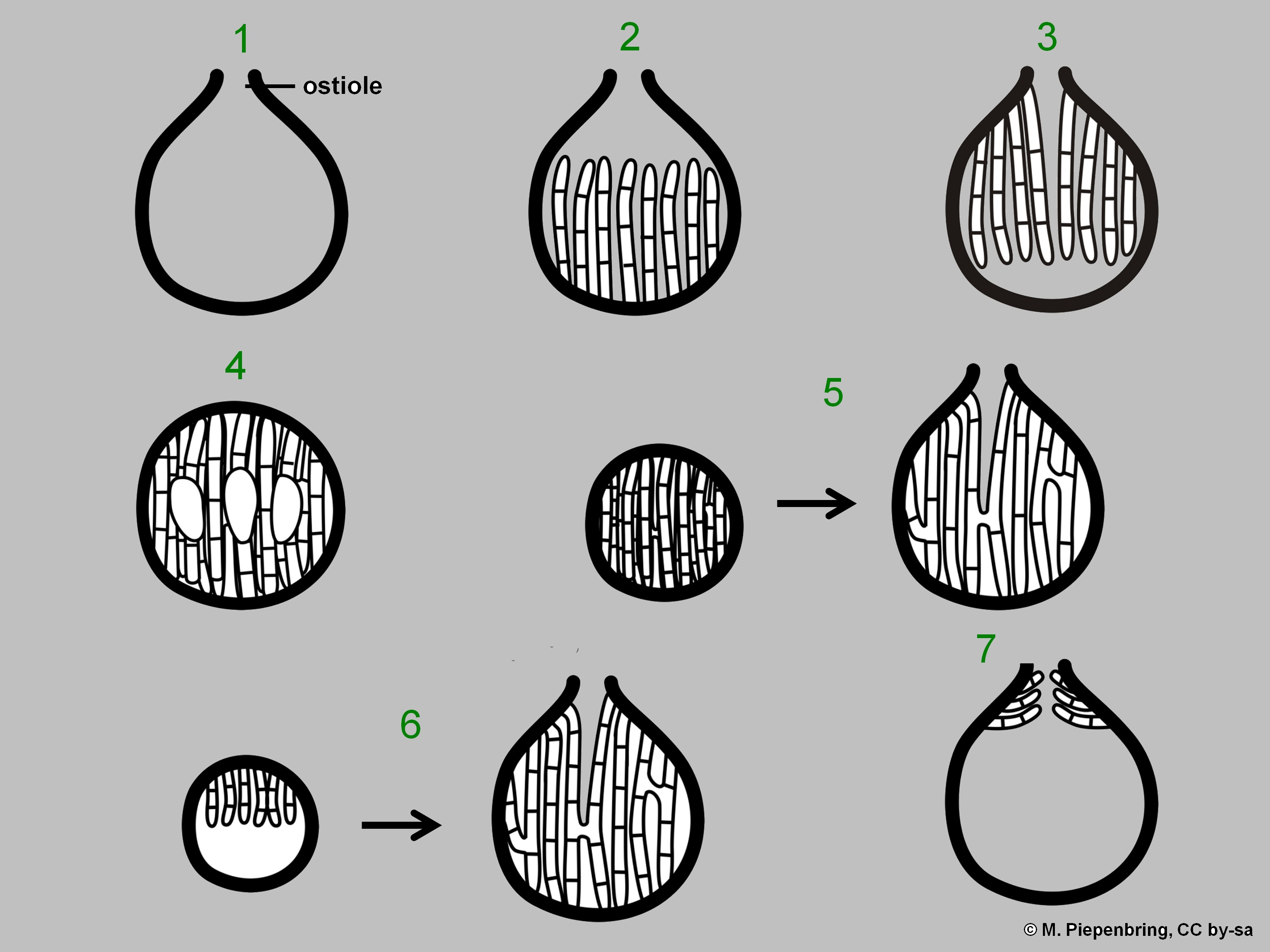
Typy hamatecjum: 1 – pusty owocnik, 2 – z parafizami, 3 – z parafizami wierzchołkowymi, 4 – ze strzępkami, 5 – z parafyzoidami, 6 – z pseudoparafizami, 7 – z peryfizami
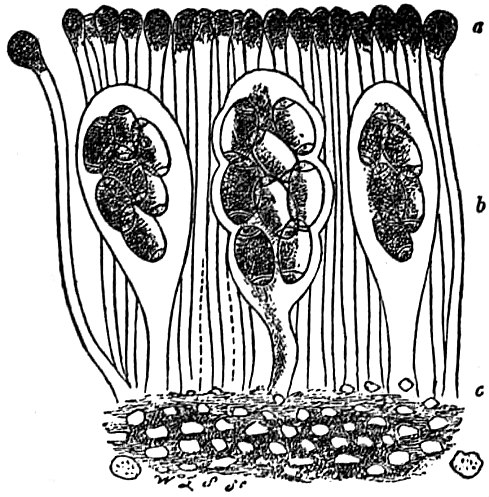
Hymenium złotorostu ściennego: a – parafizy, b – worki, c- hypotecjum